# Devon Toews
Devon Toews, född 21 februari 1994, är en kanadensisk professionell ishockeyback som spelar för Colorado Avalanche i National Hockey League (NHL). Toews draftades i fjärde rundan som 180:e spelare totalt av New York Islanders vid NHL Entry Draft 2014. Toews vann Stanley Cup med Avalanche 2022.

## Statistik

### Klubbkarriär
| 2011–12    | Surrey Eagles           | BCHL       | 54  | 7  | 22  | 29  | 42  | 12 | 5  | 7  | 12 | 15 |
| 2012–13    | Surrey Eagles           | BCHL       | 48  | 10 | 37  | 47  | 55  | 17 | 0  | 9  | 9  | 10 |
| 2013–14    | Quinnipiac Bobcats      | ECAC       | 37  | 1  | 16  | 17  | 10  | —  | —  | —  | —  | —  |
| 2014–15    | Quinnipiac Bobcats      | ECAC       | 31  | 4  | 16  | 20  | 16  | —  | —  | —  | —  | —  |
| 2015–16    | Quinnipiac Bobcats      | ECAC       | 40  | 7  | 23  | 30  | 26  | —  | —  | —  | —  | —  |
| 2016–17    | Bridgeport Sound Tigers | AHL        | 76  | 5  | 40  | 45  | 18  | —  | —  | —  | —  | —  |
| 2017–18    | Bridgeport Sound Tigers | AHL        | 30  | 8  | 14  | 22  | 8   | —  | —  | —  | —  | —  |
| 2018–19    | Bridgeport Sound Tigers | AHL        | 24  | 5  | 14  | 19  | 16  | —  | —  | —  | —  | —  |
| 2018–19    | New York Islanders      | NHL        | 48  | 5  | 13  | 18  | 4   | 8  | 1  | 4  | 5  | 0  |
| 2019–20    | New York Islanders      | NHL        | 68  | 6  | 22  | 28  | 16  | 22 | 2  | 8  | 10 | 6  |
| 2020–21    | Colorado Avalanche      | NHL        | 53  | 9  | 22  | 31  | 16  | 10 | 1  | 5  | 6  | 2  |
| 2021–22    | Colorado Avalanche      | NHL        | 66  | 13 | 44  | 57  | 20  | 20 | 5  | 10 | 15 | 8  |
| 2022–23    | Colorado Avalanche      | NHL        | 80  | 7  | 43  | 50  | 26  | 7  | 1  | 8  | 9  | 0  |
| 2023–24    | Colorado Avalanche      | NHL        | 82  | 12 | 38  | 50  | 18  | 10 | 1  | 5  | 6  | 2  |
| 2024–25    | Colorado Avalanche      | NHL        | 76  | 10 | 34  | 44  | 26  | 7  | 1  | 3  | 4  | 2  |
| NHL totalt | NHL totalt              | NHL totalt | 473 | 62 | 216 | 278 | 126 | 84 | 12 | 43 | 55 | 20 |

### Internationellt
| År            | Lag           | Turnering     | Resultat      |   | Matcher | Mål | Assist | Poäng | Utv |
| ------------- | ------------- | ------------- | ------------- | - | ------- | --- | ------ | ----- | --- |
| 2012          | Canada West   | WJAC          | 2             | 4 | 0       | 2   | 2      | 14    |     |
| 2025          | Kanada        | 4NF           | 1             | 4 | 0       | 0   | 0      | 2     |     |
| Junior totalt | Junior totalt | Junior totalt | Junior totalt | 4 | 0       | 2   | 2      | 14    |     |
| Senior totals | Senior totals | Senior totals | Senior totals | 4 | 0       | 0   | 0      | 2     |     |